# جدک
انجمن فناوری حالت جامد جِدِک (JEDEC) یک سازمان تجارت مهندسی نیم‌رسانا مستقل و سازمان استانداردسازی است که مقر آن در شهرستان آرلینگتون، ویرجینیا، ایالات متحده است.
جدک دارای بیش از ۳۰۰ عضو، از جمله برخی از بزرگترین شرکت‌های کامپیوتری جهان است. دامنه و فعالیت‌های گذشته آن شامل استانداردسازی شماره قطعات، تعریف استاندارد تخلیه الکترواستاتیک (ESD) و رهبری در انتقال تولیدصنعتی بدون-سرب است.
منشأ JEDEC به سال ۱۹۴۴ بازمی‌گردد، زمانی که RMA (که متعاقباً EIA نام گرفت) و NEMA شورای مهندسی مشترک لامپ الکترونی (JETEC) را برای هماهنگ‌کردن شماره گذاری نوع لامپ خلاء تأسیس کردند.
در سال ۱۹۵۸، با ظهور فناوری نیم‌رسانا، فعالیت مشترک JETEC ئی‌آی‌ای و NEMA به شورای مهندسی قطعات الکترونیکی مشترک تغییر نام داد. NEMA در سال ۱۹۷۹ فعالیت خود را متوقف کرد. در پاییز ۱۹۹۹، JEDEC به یک انجمن تجاری جداگانه با نام فعلی تبدیل شد، اما اتحاد EIA را حفظ کرد، تا اینکه EIA در سال ۲۰۱۱ فعالیت خود را متوقف کرد.

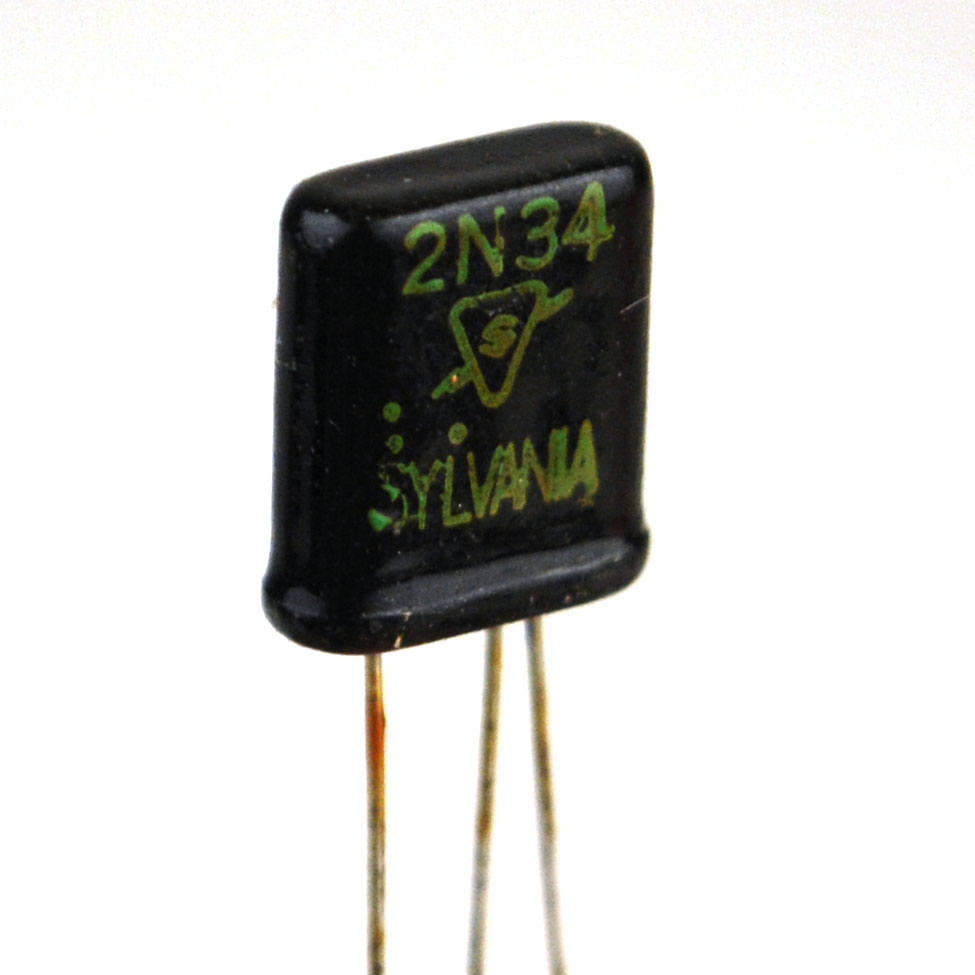
یک ترانزیستور اوایل دهه ۱۹۵۰ با استفاده از پیش ساز سیستم شماره گذاری قطعات EIA/JEDEC